# Warmhalden
Warmhalden (westallgäuerisch: Warmhaldə däənad) ist ein Gemeindeteil der Gemeinde Maierhöfen im bayerisch-schwäbischen Landkreis Lindau (Bodensee).

## Geographie
Der Weiler liegt circa ein Kilometer nordöstlich des Hauptorts Maierhöfen und zählt zur Region Westallgäu. Östlich der Ortschaft verläuft die Ländergrenze zu Isny im Allgäu in Baden-Württemberg mit dem Naturschutzgebiet Hengelesweiher.

## Ortsname
Der Ortsname setzt sich aus dem frühneuhochdeutschen Grundwort halde für Hang sowie dem Bestimmungswort warm zusammen und bedeutet (Siedlung am) sonnigen/warmen Abhang.

## Geschichte
Warmhalden wurde erstmals im Jahr 1585 als Warmen Halden urkundlich erwähnt. Die Ortschaft könnte identisch mit dem bereits 1340 erwähntem Waldensperg sein, dessen Gut an das Kloster Mehrerau zinste. Der Ort gehörte einst zum Gericht Grünenbach in der Herrschaft Bregenz.